# ویکتوریا بورنوک
ویکتوریا بورنوک (انگلیسی: Viktoriya Burenok؛ زادهٔ ۴ اکتبر ۱۹۶۵) بازیکن زن بسکتبال اهل اوکراین بود.